# Аквамара (Палермо)
Аквамара (итал. Acquamara) је насеље у Италији у округу Палермо, региону Сицилија.
Према процени из 2011. у насељу је живело 25 становника. Насеље се налази на надморској висини од 751 м.